# Tippelskotten
Der Tippelskotten ist ein ehemaliger Schleifkotten in Wuppertal-Ronsdorf im Tal der Gelpe rund 175 Meter wegaufwärts vom ehemaligen Jasperskotten. Die Wüstung ist als Bodendenkmal geschützt.

## Erhaltungszustand
Der Erhaltungszustand wird im Bodendenkmalseintrag wie folgt beschrieben: Der ungefähr 50 Zentimeter breite Obergraben ist erhalten und im Gelände gut erkennbar, er mündet nach einem gebogenen Verlauf in einem Hammerteich. Er wird durch einen flachen Erdwall zur Bachseite begrenzt. Die Schlacht ist nicht mehr erkennbar.
Der Hammerteich ist im oberen Drittel verlandet, stellenweise ist rostroter, eisenreicher Schlamm sichtbar. Der Teich wird zur Gelpe hin durch einen gut erhaltenen und bewachsenen Erddamm von rund einem Meter Höhe begrenzt. Die Schöttstelle im Teichdamm ist ausgeschwemmt.
Der gut erkennbare Standort des Kottens lag hinter dem Staudamm und ist in Teilen noch als Reste von Mauern erkennbar. Das Mauerwerk aus rotgrauen Sandsteinen wurde in Bruchsteintechnik errichtet, seine Teile stammen mutmaßlich aus einem kleinen Steinbruch im Hang oberhalb des Teiches.
Der Untergraben ist ebenfalls gut erhalten, er wird durch einen tonnenförmigen Durchlass geführt und ist vom Bach nur undeutlich begrenzt. Er stellt gleichzeitig den Obergraben des Jasperskottens dar, der ebenfalls als Bodendenkmal, mit einem eigenen Eintrag, geschützt ist. Bei einer kurzen Sammlung im und am Untergraben wurden mehrere Schlackenreste gefunden.

## Geschichte
Die erste urkundliche Erwähnung des Schleifkottens als „Schleipkotten von Godthartz erben uffm Cronenbergk“ stammt aus dem Jahr 1607, laut Stursberg ist er aber älter. 1696 ist er im Besitz eines Peter Jacobs auf dem Westen, der einen Goldgulden Wassererkenntnis zahlte. Die Kottenanlage wurde schließlich am 16. August 1768 konzessioniert.
Um 1800 gehörte der Kotten der Erbengemeinschaft Engel Jansen auf der Gelpen. Die zu entrichtende Abgabe betrug 1 Reichstaler und 32 Albus. Eine Eintragung des Kottens ist auf der Urkarte von 1815 jedoch nicht erkennbar, weder als Stauanlage noch als Gebäude. Für die Jahre 1829 und 1834 wurden Peter Jansen und Witwe Jansen als Eigentümer des Schleifkottens genannt, die dort mit Hilfe eines Knechtes Bohrer und Kleinwerkzeuge fertigten. Im Besitz der Familie Jansen befand sich auch der Jasperskotten.
Der Kotten besaß zwei Zuflüsse für zwei oberschlächtige Wasserräder, die zwei Gerinne und ein Gebläse antrieben. Eines der Gerinne wurde aber wieder ausgebaut, da der Wasserstand nie für den Betrieb beider Wellen gleichzeitig reichte. Auf der Welle saßen zwei Schleifsteine und eine Pliestscheibe. Wegen Wassermangels war der Kotten häufig von Mai bis November außer Betrieb. Die Leistung des Wasserrads wird mit vier PS angegeben.
1853 wechselte der Besitzer der Konzession, nun schliffen dort Peter Jansen und ein Carl Noltzen. 1867 schied Peter Jansen aus und Carl Noltzen betrieb die Anlage zusammen mit einem Abraham Pickart zu Mühlenberg weiter. Das Wasserrad trieb unter Noltzen nun vier Schleifsteine und eine Pliestscheibe an. Da der Untergraben des Tippelskottens zugleich der Obergraben des bachabwärts gelegenen Jasperskottens war, gestaltete sich die Frage nach den jeweils nutzbaren Wassermengen kompliziert. Ein an einem Baum angebrachter Pegel zeigte schließlich einen zu hohen Wasserstand im gemeinsamen Graben und damit einen drohenden, den Tippelskotten blockierenden Rückstau an.
1874 war Abraham Pickart alleiniger Besitzer des Kottens, dann bis 1884 ein Kaufmann namens Abraham Löwental. In diesem Jahr übernahm Gustav Pickart zu Mühlenberg und produzierte bis 1895. Nun wurde der Schmied Karl Tippel zu Dahl (Ober- oder Unterdahl) zusammen mit seiner Frau Gertrud Weppler und einem Klempnermeister Heinrich Griffel  aus Dortmund als Eigentümer genannt. Unter dem Namen Tippelskotten wird die Anlage auch in der Liste der Bodendenkmale geführt. Der Abriss erfolgte im Jahr 1913.
Die Unterschutzstellung als Bodendenkmal erfolgte am 3. Februar 1997 mit dem Eintrag in die Liste. Geschützt sind demnach die Stauanlage, die Grabensysteme sowie die Reste des Betriebsgebäudes. Weitere Reste des Kottengebäudes sind im Untergrund zu vermuten.